# Vera Elkan
Vera Ines Elkan Morley, más conocida como Vera Elkan (Johannesburgo, 29 de mayo de 1908–2008) fue una fotógrafa sudafricana, reconocida por su etapa como fotógrafa de guerra de las Brigadas Internacionales durante la Guerra civil española.

## Trayectoria
Hija de madre sudafricana y de un ingeniero judío alemán. Aunque tuvo interés por convertirse en médico, Vera Elkan, a los 20 años, se trasladó a Berlín para estudiar fotografía y trabajó como fotógrafa en Alemania y Sudáfrica hasta radicarse en Londres, donde estableció su estudio fotográfico.
Tuvo inclinación por la defensa de los derechos humanos. En 1933 formó parte del Jewish Refugees Committee como voluntaria y fue amiga de la fotógrafa austríaca judía Edith Tudor-Hart, una de las fundadoras del Spanish Medical Aid Committee.
En 1936, como parte de la campaña británica de recaudación de fondos en apoyo de las Brigadas Internacionales, el Spanish Medical Aid Committee a través del Relief Committee for Victims of Fascism, y de la productora cinematográfica Progressive Film Institute, otorgaron financiación a Elkan para viajar a España con el propósito de filmar y dirigir el cortometraje propagandístico The Internacional Brigade, y de fotografiar sus actividades durante la guerra civil. La Progressive Film Institute le cedió una cámara de cine y usó una cámara fotográfica de la marca Leica.
En diciembre de ese mismo año, viajó a España y visitó Barcelona, Albacete, Valencia y Madrid donde capturó imágenes y escenas de reclutas militares alemanes, franceses y británicos en sus campos de entrenamiento, de las víctimas de los ataques aéreos en Madrid, de un hospital de Valencia y del novedoso sistema portátil para transfusiones de sangre del médico canadiense Norman Bethune, así como de periodistas internacionales como el soviético Mijail Koltsov del Pravda o Claud Cockburn del Daily Worker. En este trabajo, los planos principales estaban compuestos por personajes masculinos, y las mujeres, cuando aparecían, se mostraban en un segundo plano.
En febrero de 1937, Elkan finalizó su trabajo a causa de una enfermedad en los riñones que la obligó a volver a Londres y a estar internada por un tiempo, por lo que el montaje de su cortometraje tuvo que hacerlo con la colaboración del Unity Theatre, quienes le mostraban los avances con proyecciones en la pared de la habitación del hospital en el que se encontraba. Además, apoyó a la activista política Marjorie Pollitt, exponiendo sus fotos y realizando charlas sobre su experiencia en eventos de recaudación de fondos. También se dedicó a realizar retratos en su estudio fotográfico.
Entre 1938 y 1939 colaboró con la Wobun House para ayudar a los refugiados judíos alemanes. Luego, durante 1939 y 1940, trabajó para el Ministerio de Asuntos Exteriores del Reino Unido, y con el inicio de la Segunda Guerra Mundial se alistó como oficial de inteligencia fotográfica aérea en la Women's Auxiliary Air Force (WAAF), trabajo que realizó entre 1941 y 1945 en el Reino Unido y Alemania.
Su estudio y la mayor parte de su trabajo fue destruido durante la guerra, motivo por el que abandonó la profesión y se concentró en la vida familiar.

## Obra

### Fotografía
- 1936-1937 - The international Brigade during the spanish civil war, December 1936-January 1937.[11]

### Filmografía
- 1937 - The Internacional Brigade.[6][7]

### Libros
- 1939 - Bunty & Bianco. Story and Pictures by V. Elkan.[12]

## Conservación de su obra
En Londres, el Museo Imperial de la Guerra resguarda 152 fotografías y 240 negativos de Elkan, en la colección denominada The international Brigade during the spanish civil war, December 1936-January 1937, y el BFI National Archive, conserva una copia del documental The Internacional Brigade.

## Exposiciones
- 2017–2018 - Wartime and Adventure. Women Photojournalists in Europe 1914 – 1945. Das Verborgene Museum de Berlín.[14][15]

## Galería

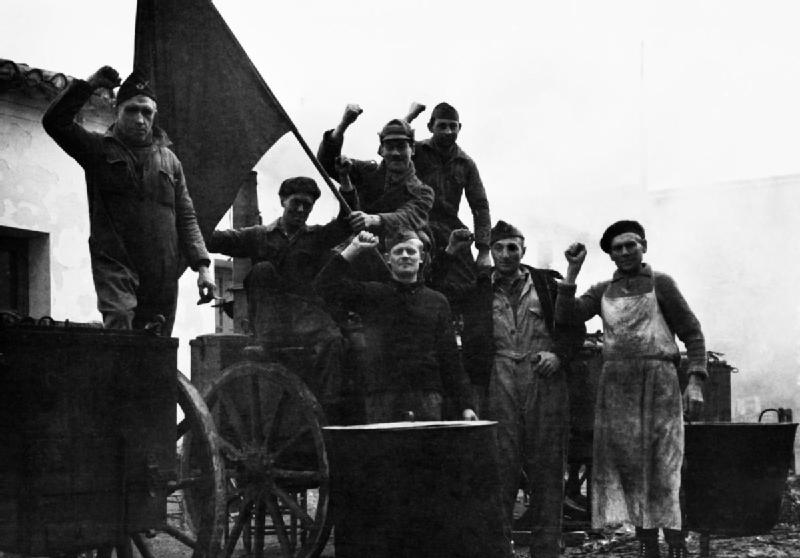
La Brigada Internacional durante la guerra civil española